# Pretoria Chert Mine
| Pretoria Chert Mine | Pretoria Chert Mine |
| ------------------- | ------------------- |
| Streckenlänge:      | 1,6 km              |
| Spurweite:          | 457 mm              |
|                     |                     |

Die Pretoria Chert Mine  war ein Chert-Bergwerk in Bakewell in Derbyshire, in der Hornstein mithilfe sechs von Seilwinden angetriebenen 1,6 km langen Schmalspur-Standseilbahnen mit einer Spurweite von 1 Fuß 6 Zoll (457 mm) gefördert wurde.

## Geschichte
Die Pretoria Mine wurde 1902 in Betrieb genommen und war zusammen mit der Holme Bank Mine eins der letzten in Derbyshire in Betrieb befindlichen Chert-Bergwerke. Es hatte 1905 noch 38 Beschäftigte, aber nach dem Ersten Weltkrieg sank die Anzahl der Beschäftigten auf etwa zwölf. Während des Kalten Krieges wurde das Bergwerk als unterirdischer Wohnraum ausgerüstet. Im Jahr 1964 sank die Anzahl der Beschäftigten auf vier, von denen nur zwei untertage arbeiteten. Das Bergwerk wurde im Winter 1968/69 geschlossen.
Darüber hinaus gab es früher die Holme Hall in Bakewell und weitere Chert-Bergwerke westlich von Great Longstone sowie in Ashford, Masson Hill, Bonsall und Over Haddon.

## Schmalspurbahnen
In der Zeit von 1900 bis 1918 gab es untertage drei Schmalspurbahnen und bis 1964 sogar sechs, von denen eine aber wegen der Verfüllung der Stollen nicht erhalten ist. Außerdem gab es einen vertikalen Aufzugsschacht.

## Geologie
Die Chert-Schicht war durchschnittlich 2,7 m (9 Fuß) und stellenweise bis zu 5,5 Meter (18 Fuß) dick mit einer Steigung von 1 in 3,7 (270 ‰). Sie wurde durch das Entfernen der darunter liegenden Kalksteinschicht gewonnen, so dass der Hornstein unter seinem eigenen Gewicht herabfiel. Er wurde mit einem mit Druckluft betriebenen Hublader auf Flachwagen verladen, die mit einer mit Druckluft angetriebenen Standseilbahn auf einer im Berg verlaufenden Schmalspurbahnrtrecke an die Oberfläche gezogen wurden. Der als Abfall betrachtete Kalkstein wurde zu mächtigen Strebepfeilern aufgebaut.

## Industrielle Verwendung von Chert
Chert wird seit Ende des 18. Jahrhunderts für das Mahlen von kalziniertem Feuerstein verwendet, der als Bleichmittel bei der Herstellung von Keramik verwendet wird. Der Töpfer Josiah Wedgwood erkannte 1772, dass der weiße Chert aus Derbyshire sehr viel besser als Granit für Mühlsteine geeignet ist, da der Granit-Abrieb störende schwarze Flecken in weißer Keramik hinterließ. Porzellanfabriken verwendeten Chert seitdem als Mühlsteine für ihre Mahlwerke, wobei sich die großen Blöcke auf einem mit kleineren Blöcken gepflasterten Boden drehten.